# Бакай Банк

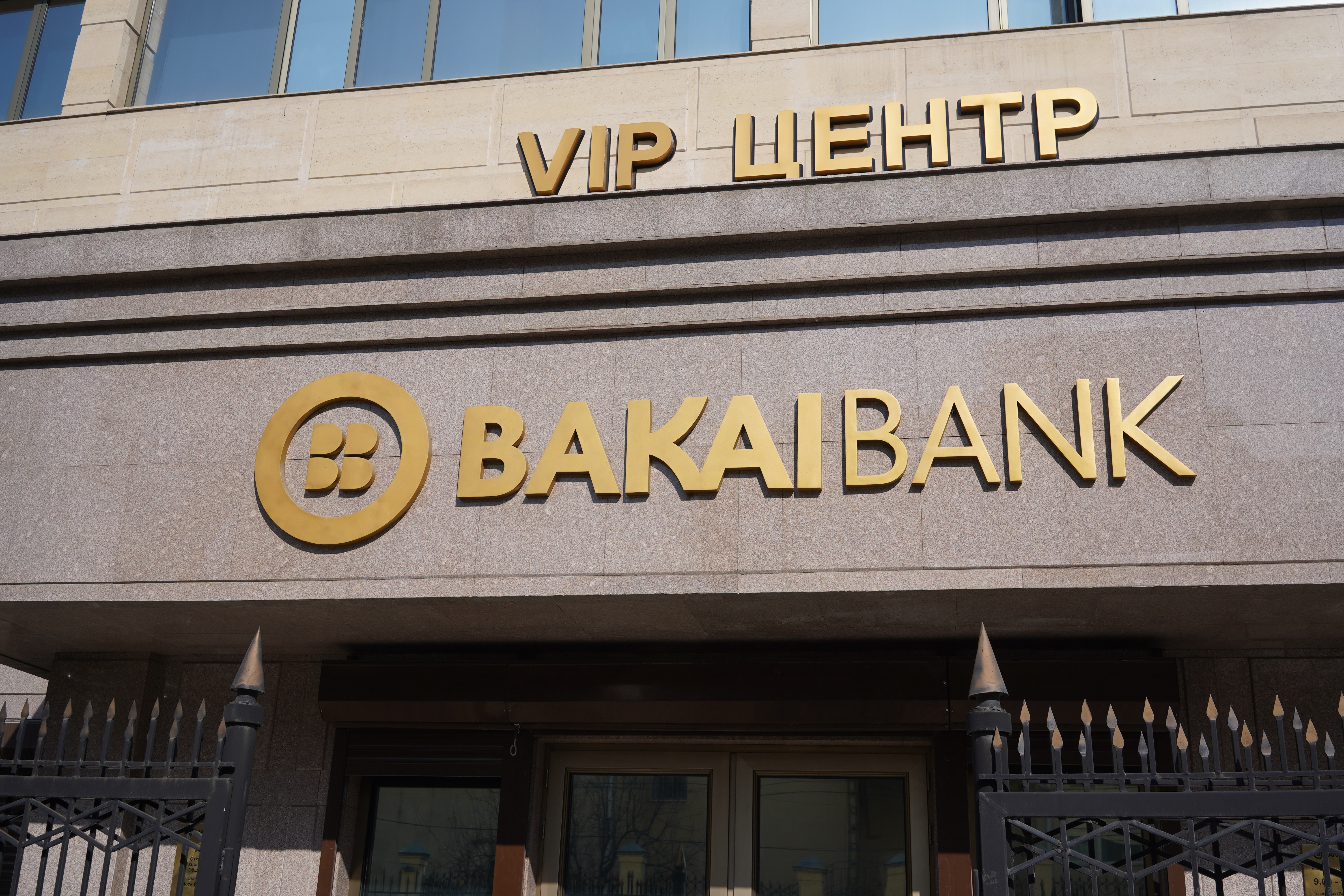
ВИП-центр Бакай Банка (бывший Головной офис) в Бишкеке

ОАО «БАКАЙ БАНК» — универсальный коммерческий банк, созданный в форме открытого акционерного общества.
В данное время 114 сберкасс и филиалов. ОАО «Бакай Банк» предоставляют финансовые услуги во всех регионах Кыргызстана.

## История
Осуществляет свою деятельность на основании генеральной лицензии НБКР № 043 от 29 декабря 1998 года. В 1999 году была получена лицензия НБКР на валютные операции. На тот момент ещё АООТ «Банк-Бакай» три года подряд признавался лучшим банком Кыргызстана по итогам финансовой деятельности за 2002—2004 годы по версии информационного агентства AKIpress. А в 2005-2006 годах занимал 3-е место. Кроме этого, Банк-Бакай — единственный среди коммерческих банков Кыргызской Республики, который входит в число первых двадцати лидирующих команд — членов TOP TEAMS «CLUB 500» WESTERN UNION, объединяющий пункты обслуживания клиентов, более чем в 50 000 отделений «Вестерн Юнион», расположенных во всех регионах Африки, Европы и Центральной Азии.
В 2008 году банк вступил в Visa International, с тех пор банк активно занимается продвижением банковских услуг по пластиковым картам.
В 2011 году банк был переименован в Бакай Банк и сменил логотип, брендовое и юридическое наименование.
На протяжении всей своей истории банк демонстрировал стабильный финансовый рост – уже в год основания его чистая прибыль составила около 4 млн сом,  в следующем году – уже 7 млн, а в 2012 – 19 млн.
В 2019 году Бакай Банк купил акции БТА Банка, а также получил разрешение Национального банка Кыргызской Республики на реорганизацию в форме присоединения БТА Банка.
8 января 2020 года Бакай Банк присоединил БТА Банк. Размер уставного капитала ОАО "Бакай Банк" увеличен до 2 млрд 698 млн сомов путем дополнительного выпуска простых именных акций двадцать второй эмиссии в количестве 42.6 млн штук по цене размещения 47 сомов за одну акцию - всего на сумму 2 млрд сомов.
21 февраля 2020 года акции размещены в частном порядке акционерам ЗАО "БТА Банк" пропорционально количеству принадлежавших им акций "БТА Банка". Объём эмиссии составил более 42.5 млн акций по номинальной цене 47 сомов за ценную бумагу.
Решением Правления Национального банка Кыргызской Республики от 18 ноября 2020 года «Бакай Банку» выдано разрешение на право проведения операций с драгоценными металлами в виде аффинированных стандартных и мерных слитков других эмитентов и монетами из банковского серебра, золота и платины высоких проб в наличной форме. Ранее банк мог проводить операции только с наличными драгметаллами, эмитированными НБ КР.

## Собственники и руководство
Собственниками Бакай Банка являются частные лица — резиденты Кыргызской Республики.
Председатель Правления — Абакирова Умут Анарбековна
Первый заместитель Председателя Правления – Какеев Марат Саламатович.

## Логотип
Банк менял логотип.
- В 1998—2011 гг. логотип представлял собой синий круг с синей буквой «Б» внутри с элементами сверху буквы, напоминающими силуэт национального кыргызского головного убора, рядом слово «Банк-Бакай» шрифтом в национальном стиле.
- С 2011 года по настоящее время логотип — синяя и серая буквы «BB» латиницей, рядом слово «Bakai Bank» синим и серым цветом соответственно[3].